# Uecker
Die Uecker oder auch Ucker ist ein gut 98 Kilometer langer Tieflandfluss mit einem 2200 km² großen Einzugsgebiet. Der langsam fließende, abwechslungsreiche Fluss trägt in seinem Brandenburger Teil den Namen Ucker und in Mecklenburg-Vorpommern den Namen Uecker.

## Namen
Die Uecker wurde erstmals 1168 als fluminis vcrensis schriftlich erwähnt.
Der Name des Flusses ist eng verbunden mit dem nach dem Fluss benannten slawischen Volksstamm der Ukranen, die auf der Burgwallinsel im Oberuckersee ein befestigtes Handelszentrum hatten. Der Flussname wurde ursprünglich mit langem u ausgesprochen, das c diente im Niederdeutschen (im Gegensatz zum Hochdeutschen) zur Dehnung des vorangehenden Vokals (siehe Dehnungs-c). Nachdem die Versionen „Ucker“, „Uecker“ und „Ücker“ zeitweilig gleichwertig verwendet wurden, hat man sich in jüngerer Zeit beim Bundesamt für Kartographie und Geodäsie auf die traditionellen Bezeichnungen geeinigt: Ucker auf brandenburgischem, Uecker ([ˈʏkɐ]) auf vorpommerschem Gebiet. Die Deutung des indogermanischen Gewässernamens ist unklar: Früher wurde „die Schnelle“ bevorzugt, heute „die sich Schlängelnde“. Der Sprachwissenschaftler Albrecht Greule hingegen geht von einem germanischen Ursprung aus und sieht einen Zusammenhang mit dem Verb *weik-a- „weichen, vorwärts bewegen“.

## Flusslauf

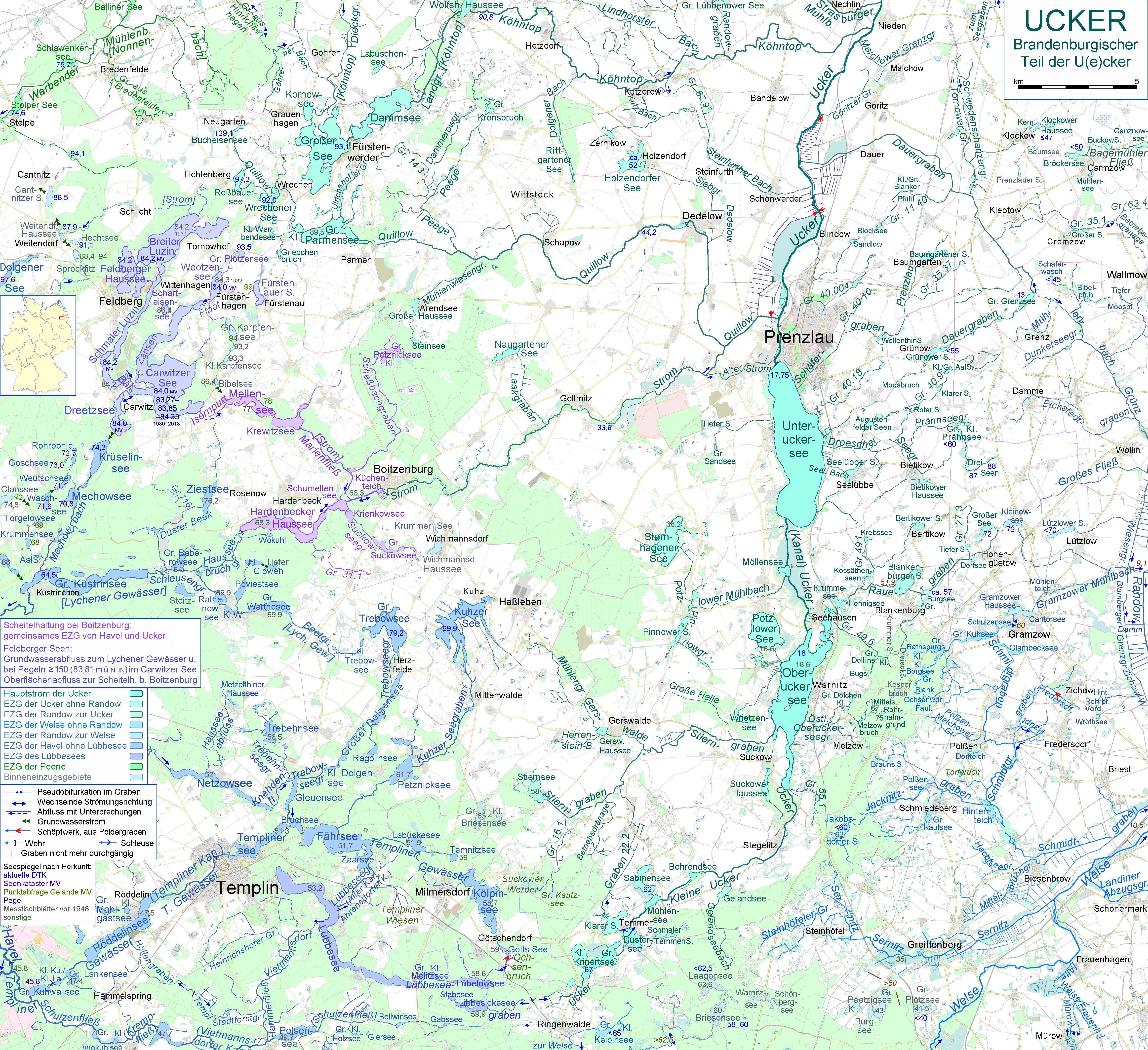
Brandenburgischer Teil des Flusslaufs mit detaillierter Darstellung der Zuflüsse.
Lesbare Darstellungsgrößen: 20% (924 x 845 px) – 25% (1155 x 1057 px) – 33% (1540 x 1409 px)

Die Ucker entspringt im äußersten Norden des Ortsteils Ringenwalde der Gemeinde Temmen-Ringenwalde auf einer Höhe von etwas über 57 Metern über Normalhöhennull und fließt nach Osten, bevor sie sich nach 1,5 km nach Norden wendet und nach wenigen 100 Metern in den Großen Krinertsee mündet. Von dort fließt sie durch zwei kleinere Seen (Mühlensee und Behrendsee) nach Stegelitz und von dort in den Oberuckersee. Die Verbindung von diesem durch den Möllensee zum Unteruckersee hat nur 10 cm Höhendifferenz, ist kanalisiert (Uckerkanal) und schiffbar. Den Unteruckersee verlässt sie an seinem Nordende bei Prenzlau. Nach ungefähr halber Strecke vor dem Stettiner Haff erreicht die Ucker bei Nieden Vorpommern und wendet sich nun als Uecker nach Pasewalk. Zwischen Pasewalk und der Mündung wurde die Uecker Mitte des 19. Jahrhunderts staugeregelt. Vorbei an Torgelow und Eggesin (wo rechts die Randow einmündet) verläuft der Fluss weiter nach Ueckermünde und mündet in dieser östlichsten deutschen Hafenstadt in den Kleines Haff genannten westlichen Teil des Stettiner Haffs (Oderhaffs), das mit der Ostsee verbunden ist.

## Wasserstraße
Heute hat die Uecker keine Bedeutung mehr als Wasserstraße. Lediglich die 2,66 km lange Mündungsstrecke der Uecker (Ue) durch den Ueckerkanal (km 95,81 Südwestkante der Straßenbrücke in Ueckermünde bis km 98,47 Molenköpfe) ist eine Bundeswasserstraße der Klasse IV, auf der die Seeschifffahrtsstraßen-Ordnung gilt. Zuständig ist das Wasserstraßen- und Schifffahrtsamt Ostsee.
Dank ihres teils idyllischen Verlaufs ist sie ein beliebtes Ziel für Paddeltouren. Die Gesamttour führt vom Oberuckersee über rund 82 km und kann in 3 bis 5 Tagen durchgeführt werden.
Die Uckerrinne wollte aber auch der adlige Anlieger am Südende des Oberuckersees, v. Arnim auf Suckow, nutzen, teils zur Holzflößerei, teils zum Transport von Ziegelsteinen und Fischen. Damit kam er aber den Prenzlauer Fischern ins Gehege, die die Fischereirechte des Amtes Gramzow in der Oberucker gepachtet hatten. Deren beste Fischbestände lagen im Strom zwischen Seehausen und Potzlow und würden durch die Arnimschen Schiffe gefährdet. 1716 versprach der Feudalherr, auf die Fischzeiten Rücksicht zu nehmen. Doch der Widerstand der Pachtfischer wuchs, da v. Arnim (1751) seine Schifffahrt und Fischerei immer mehr ausgedehnt hatte.

## Renaturierung
Derzeit laufen zwei Renaturierungsprojekte, in beiden soll der einst begradigten Flusslauf der Uecker wieder in seinen ursprünglichen und natürlichen Lauf zurückverlegt werden.
Dafür ist geplant bei Eggesin an einer Insel, ein Durchstich zu schließen und im Stadtgebiet von Pasewalk wird ebenfalls ein Teilbereich des Altlaufs reaktiviert.  Kanuten und andere Wassersportler können nach Abschluss der Maßnahme ohne auszusteigen den Fluss passieren. Und auch Fische sollen wieder wandern können. Nach Ende der Baumaßnahme soll die Uecker in ein Gewässer der ersten Ordnung umgewidmet werden.

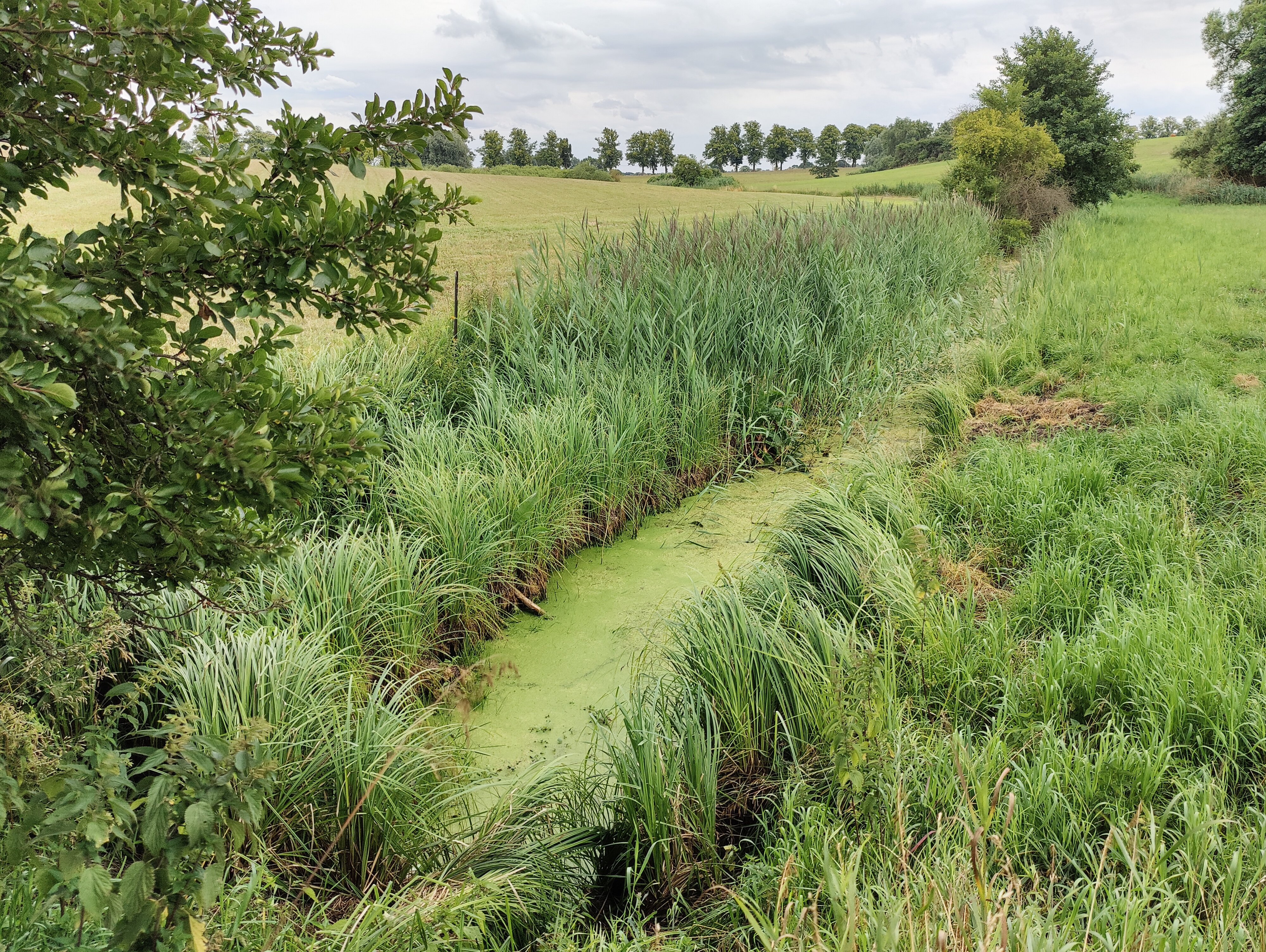
Uckerquelle bei Ringenwalde
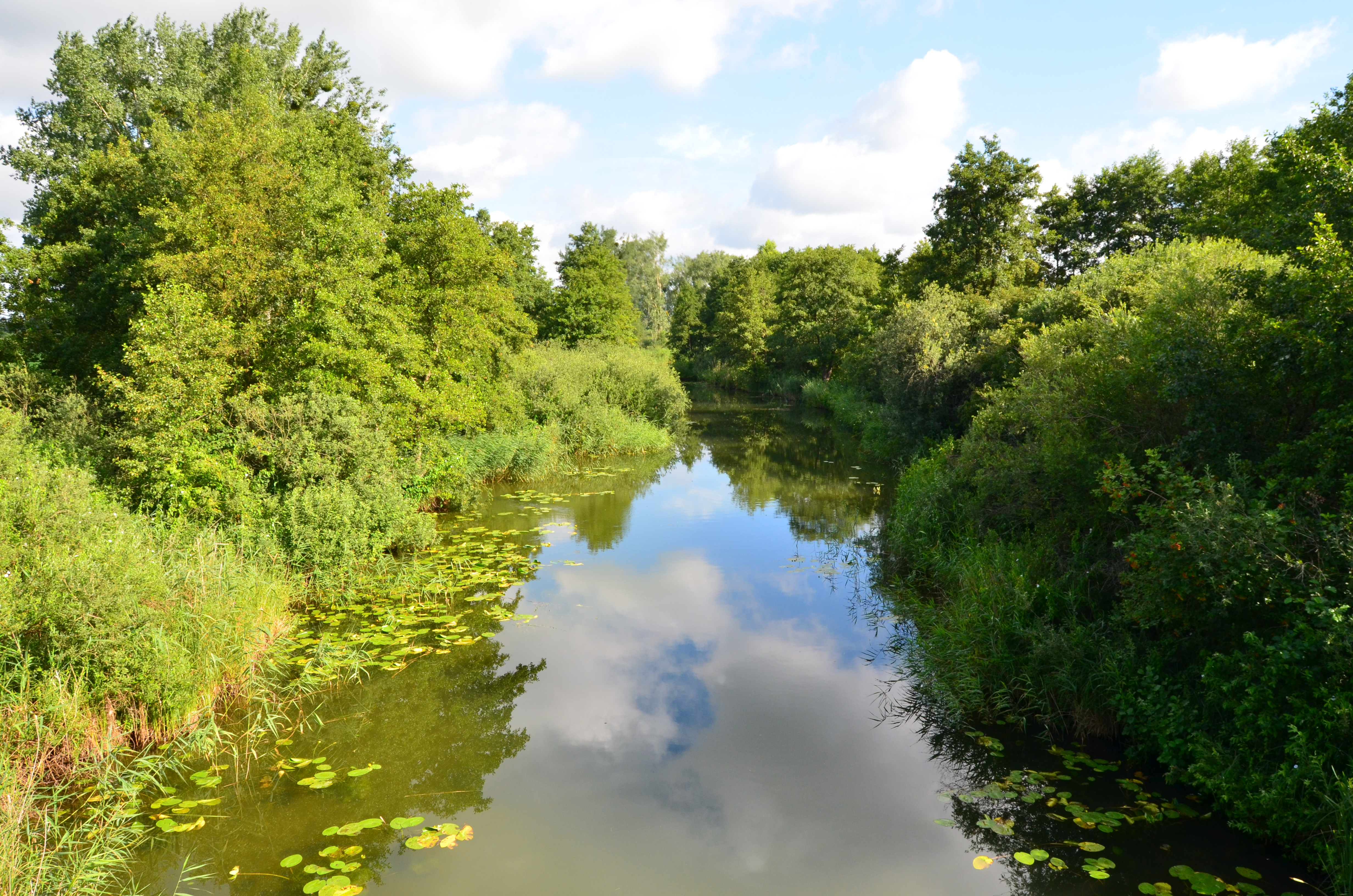
Ucker kurz unter dem Oberuckersee
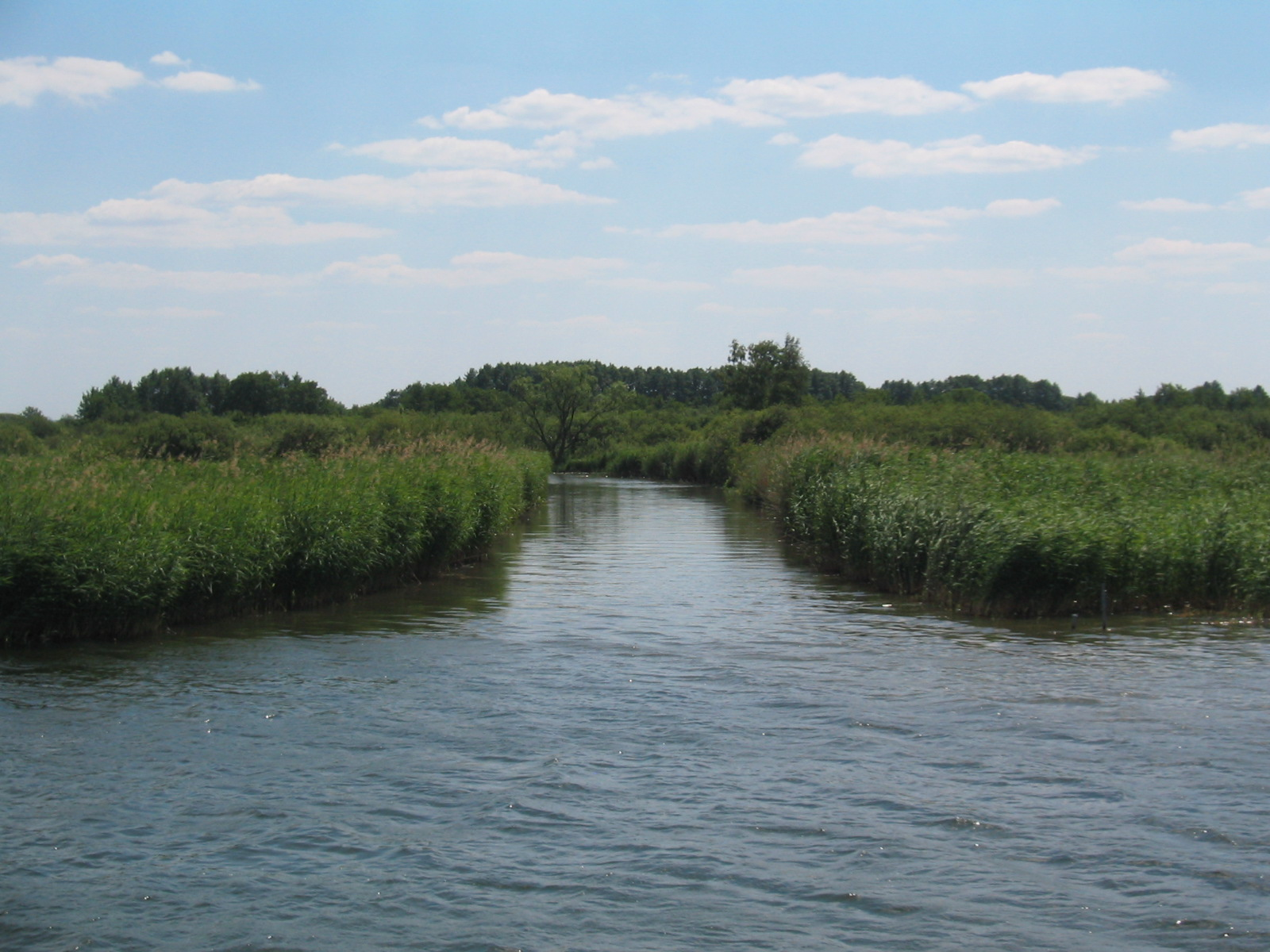
Mündung des Uckerkanals in den Unteruckersee
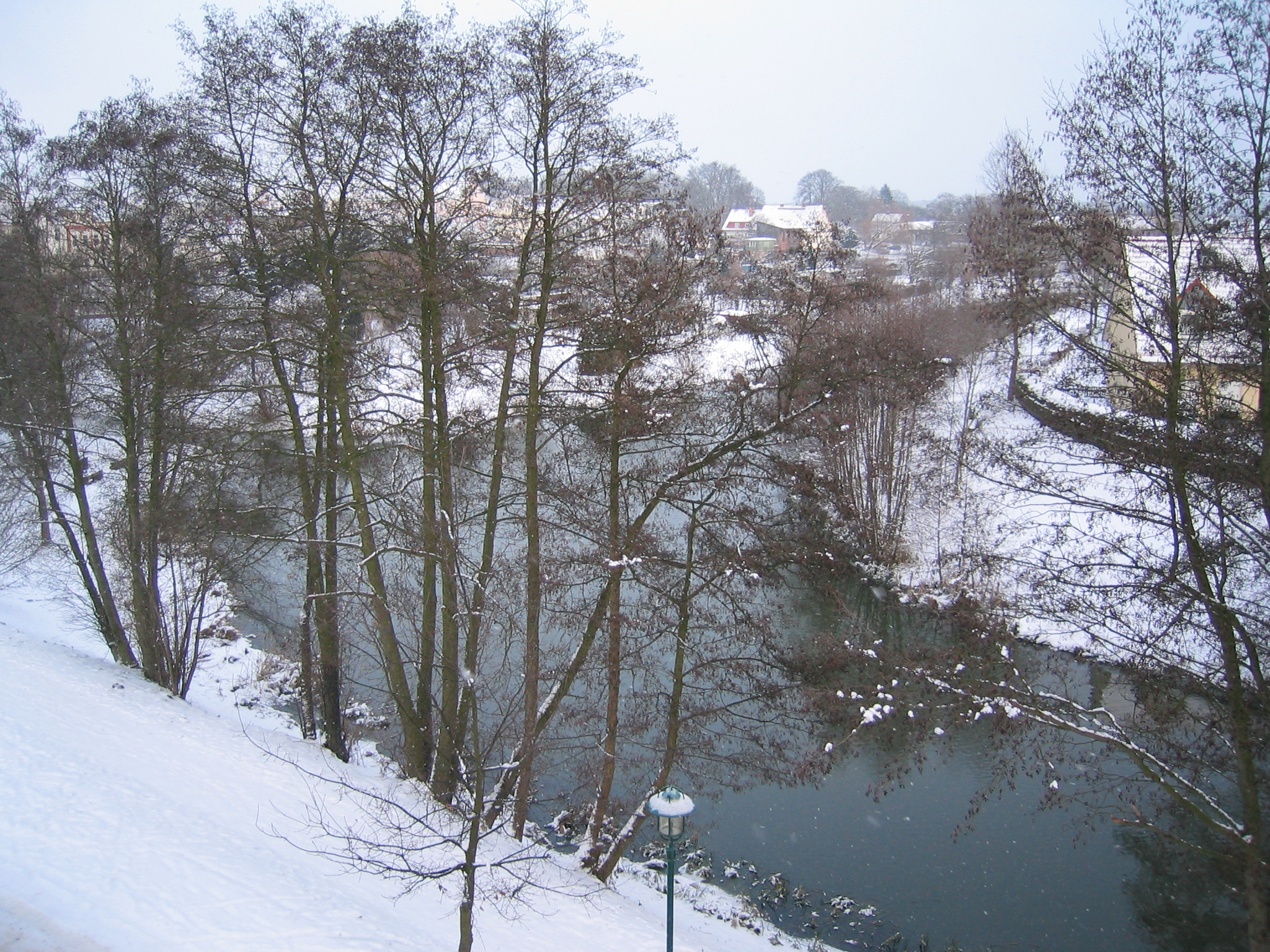
Uecker in Torgelow
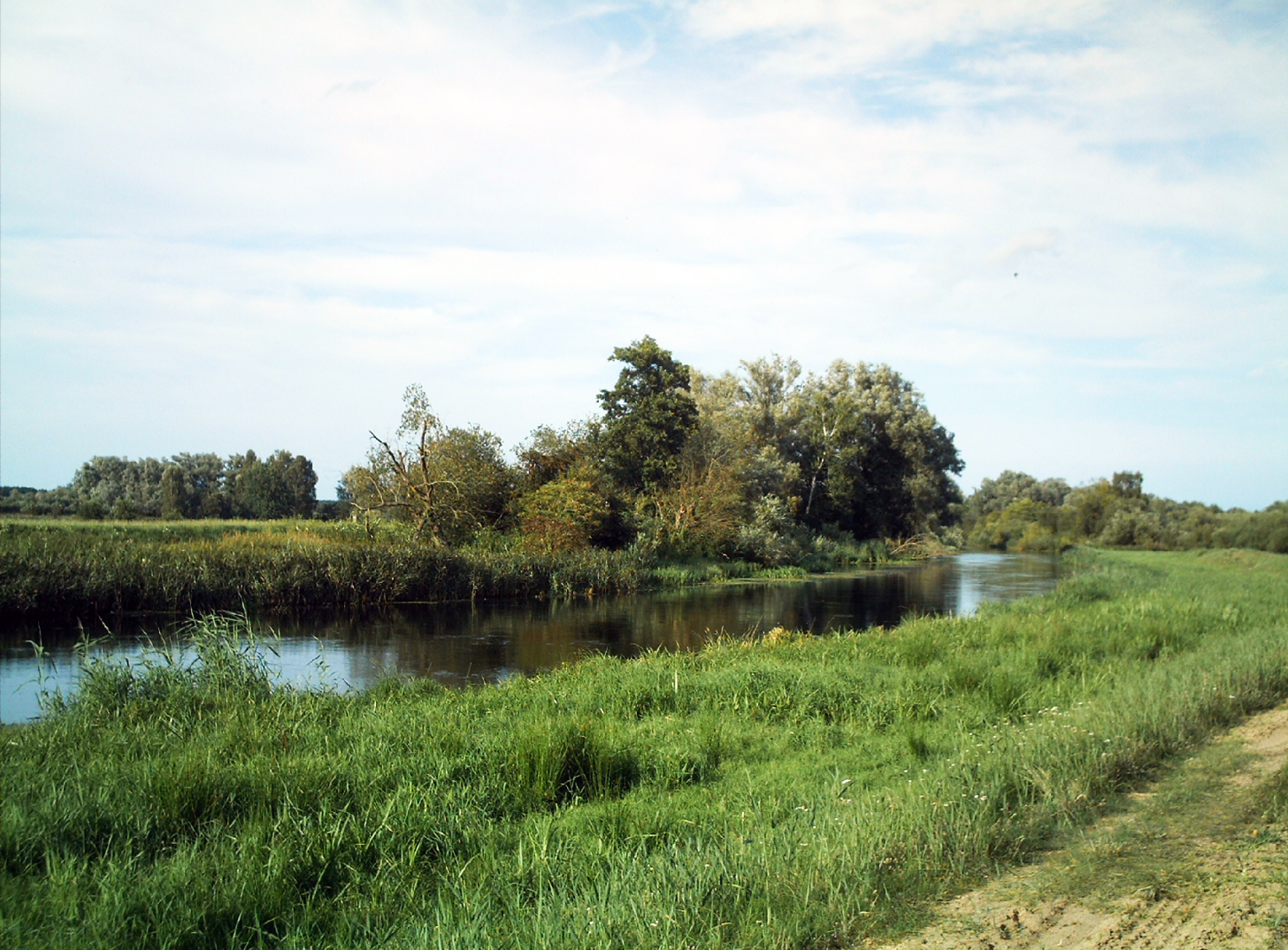
Uecker bei Eggesin

## Landschaftsgebiet
Besonders erwähnenswert:
- das ruhige, weitgehend naturbelassene Landschaftsgebiet Uckermark mit Wiesen, Feldern, Bächen, Seen, „gespenstisch“ anmutenden Kopfweiden (Prenzlauer Maskottchen Willi Weide), verträumten Dörfern und slawischen Burgwällen
- Burgwallinsel auf Höhe von Warnitz und Fergitz im Oberuckersee
- die uckermärkische Kreisstadt Prenzlau mit der Marienkirche aus dem Jahr 1250 in norddeutscher Backsteingotik, dem Dominikanerkloster und der Stadtmauer
- Stadtmauer mit Stadttoren in Pasewalk
- Auf den slawischen Ursprung der Besiedelung der Ueckerniederung durch den Stamm der Ukranen weist das Freilichtmuseum Ukranenland hin, das sich am Rande der Stadt Torgelow (=Handelsplatz) befindet.
- Marienkirche und herzogliches Schloss in Ueckermünde